# Институт Франции
Институ́т Фра́нции (фр. Institut de France) — основное официальное научное учреждение Франции, объединяющее пять национальных академий:
- Французская академия (фр. Académie française), учреждена по инициативе кардинала Ришельё в 1635 году для совершенствования французского языка и литературы, состоит из 40 членов («immortels»).
- Французская академия надписей и изящной словесности (фр. Académie des inscriptions et belles-lettres), основана Жан-Батистом Кольбером в феврале 1663 года первоначально для составления надписей на монументах и медалях в честь Людовика XIV, позже объединила учёных-гуманитариев в области истории, археологии и языкознания; официальный статус академии с 1701 года[1]; насчитывает 55 французских и 40 иностранных членов, а также 50 французских и 50 иностранных членов-корреспондентов[2].
- Французская академия наук (фр. Académie des sciences), основана в 1666 году Людовиком XIV по предложению Жан-Батиста Кольбера для математики, естественных наук и медицины.
- Французская академия изящных искусств (фр. Académie des Beaux-Arts), создана в 1803 году в результате слияния Французской академии живописи и скульптуры (основана в 1648 году, распущена в 1793 году), Французской академии музыки (основана в 1669 году), Французской академии архитектуры (основана в 1671 году); официальный статус академии с 1816 года; в настоящее время добавлены секции кинематографии и фотографии; 57 кресел, из которых на 1 января 2010 года заняты 48.
- Французская академия моральных и политических наук (фр. Académie des sciences morales et politiques), основана в 1795 году, распущена в 1803 году, восстановлена в 1832 году; в настоящее время имеет секции: философии; моральных наук и социологии; законодательства, публичного права и юриспруденции; политической экономии, статистики и финансов; истории и географии; общую.

## История
В своём завещании, от 6 марта 1661 года, кардинал и министр Мазарини передал значительные средства молодому королю Людовику XIV (два миллиона ливров) на сооружение коллежа для шестидесяти представителей дворянских родов из провинций, объединённых королевской властью в результате Вестфальского (1648) и Пиренейского (1659) мирных соглашений, откуда произошло имя — «Коллеж Четырёх Наций», которыми были Артуа, Эльзас, Пьемонт и Руссильон). Мазарини пожелал быть захороненным в капелле коллежа (как и его предшественник кардинал Ришельё в Сорбонне), а также завещал будущему коллежу свою личную библиотеку.
Первый министр Франции Жан-Батист Кольбер поручил королевскому архитектору Луи Лево составить планы здания, предложив разместить его напротив Лувра на другом берегу Сены. Строительство было осуществлено в 1661—1668 годах. Библиотека Мазарини была открыта для публики в 1691 году в восточном крыле здания коллежа.
Во время Великой французской революции в 1791 году королевский Коллеж был закрыт. С 1796 года в здании последовательно располагались одна из трёх высших парижских «Объединённых школ» (le collège de l’Unité), затем тюрьма, резиденция Комитета общественной безопасности (Comité de salut public), затем Высшая центральная школа (l’École centrale supérieure) и, наконец, Школа изящных искусств (l’École des beaux-arts). В 1805 году решением императора французов Наполеона Бонапарта Институт Франции покинул Лувр, переданный вновь учреждённому императорскому музею, и занял бывший Коллеж Четырёх Наций — «Центральная школа Четырёх Наций». Школа была закрыта в 1802 году. В 1805 году Наполеон разместил в здании коллежа Институт Франции, образованный слиянием пяти академий: наук, словесности, изящных искусств, гуманитарных и политических наук. С 1862 года здание официально является памятником французской истории.

### Институт
До Великой французской революции в стране существовало пять самостоятельных академий — Французская, надписей и медалей, естественных наук, живописи и скульптуры, архитектуры. Они были упразднены Национальным конвентом в 1793 году.
Национальный институт наук и искусств был учреждён в соответствии со статьёй 298 Конституции Франции от 22 августа 1795 года для «собрания находок и совершенствования искусств и наук». Законодательным актом от 25 октября 1795 года (считается датой основания Института Франции) было создано три класса (отделения):
- физики и математики,
- моральных и политических наук,
- литературы и искусств.

Консульским декретом Наполеона Бонапарта в 1803 году был закрыт класс моральных и политических наук, а вместо класса литературы и искусств учреждено три новых: французского языка и словесности, древней истории и литературы, изящных искусств. В 1806 году Национальный институт наук и искусств переименован в Институт Франции. В 1816 году классы снова получили название академий. В 1832 году решением короля французов Луи-Филиппа I в составе Института Франции была воссоздана Академия моральных и политических наук и структура Института приобрела вид пяти академий, существующий до сих пор.

## Деятельность
Основной деятельностью Института Франции являются публикации научных материалов, содержание библиотек, музеев, зданий и монументов, а также около 1000 различных фондов, взаимодействие с национальной системой образования. Институт Франции осуществляет присуждение премий и грантов, суммарный размер которых на 2006 год составлял около 12 млн. евро. При Институте создан интернет-радио канал «Canal Académie».
Раз в квартал проводятся общие собрания всех академий для обсуждения общих вопросов. Результаты выборов новых членов, решение по которым принимается на собраниях каждой академии, утверждаются президентом Франции.

## Руководители

### Секретари
- Анри Омон (1917—1936).
- Луи Жермен-Мартен[фр.] (1937—1948).
- Люсьен Лаказ[фр.] (1948—1952).

### Канцлеры
- Франсуа Альбер-Бюисон (1953—1961).
- Андре Франсуа-Понсе[фр.] (1961—1964).
- Жак Рюэф (1964—1978).
- Эдуар Бонфу[фр.] (1978—1993).
- Марсель Ландовски (1994—1999).
- Пьер Мессмер (1999—2005).
- Габриэль де Брольи (2006—2017).
- Ксавье Даркос (с 2018).